# Kudoa azoni
Kudoa azoni is een microscopische parasiet uit de familie Kudoidae. Kudoa azoni werd in 2004 beschreven door Aseeva. 